# عينيك كدابين (ألبوم)
عينيك كدابين أحد ألبومات المطربة اللبنانية نوال الزغبي، تم إنتاجه وتوزيعه عام 15 أكتوبر 2004 وهو من إنتاج شركة عالم الفن وبرعاية شركة بيبسي، والألبوم مكون من 12 أغنية وأغاني الألبوم كالتالي:
1. عينيك كذابين
2. تجمعنا الساعات
3. بعينك
4. خليك ليا
5. خليتني أحبك
6. مليت
7. انا بدي اعيش
8. بيحبني
9. سماح
10. لو واخد بالك
11. خد قلبي
12. عيون عيوني